# 坛丝韭
坛丝韭（学名：Allium weschniakowii）为葱科葱属的植物。分布于中亚山区以及中国大陆的新疆等地，生长于海拔1,800米至3,500米的地区，多生于山坡或草地上，目前已由人工引种栽培。